# Johann Samuel Endler
Johann Samuel Endler (* 26. Juli 1694 in Olbernhau; † 23. April 1762 in Darmstadt) war ein deutscher Komponist und Hofkapellmeister in Darmstadt.

## Leben
Endler wurde am 26. Juli 1694 im sächsischen Olbernhau geboren. Sein Vater, auch Johann Samuel Endler, war Organist und Schulmeister auf der kurfürstlichen Saigerhütte, seine Mutter, Anna Dorothea May, entstammte ebenfalls einer Musikerfamilie. 1716 immatrikulierte Endler sich an der Universität Leipzig. Das erste Zeugnis von Endlers Auftreten als Musiker existiert aus dem Jahre 1720. An Christi Himmelfahrt und zum Sonntag Exaudi leitete er die Kirchenmusik an der Leipziger Neuen Kirche. 1721 übernahm er das von Johann Friedrich Fasch gegründete II. ordinaire Collegium musicum, bevor er 1723 wahrscheinlich auf Anregung von Christoph Graupner, der sich 1722 in Leipzig um das Thomaskantorat bewarb, in Darmstadt als Altist und Geiger in der Hofkapelle des Landgrafen Ernst Ludwig angestellt wurde. Bei seiner Eheschließung am 31. Januar 1732 mit Johannetta Eleonora, geborene Nieß, erscheint er im Kirchenbuch als Kammersekretär und Kammermusiker. Aus der Ehe gingen zwei Töchter hervor.  Zwischen 1735 und 1740 wurde er als Konzertmeister ernannt. 1744 stieg er zum Vizekapellmeister auf. Als Graupner im Jahre 1760 starb, wurde Endler schließlich dessen Nachfolger und avancierte zum Kapellmeister. Dieses Amt konnte er jedoch nicht lange ausführen, da er selbst nur zwei Jahre später am 23. April 1762 verstarb. Neben seiner Tätigkeit an der Darmstädter Hofkapelle unterrichtete er die Enkelinnen des Landgrafen Ernst Ludwig, und er kopierte zahlreiche zeitgenössische Kompositionen, z. B. von Telemann, Graun und Fasch, für den Gebrauch der Hofkapelle.

## Werke (Nachweisbar)
Endlers kompositorische Tätigkeit erstreckte sich überwiegend auf den Bereich Instrumentalmusik, meist Blechbläsern, Pauken und Orchester. Neben 30 erhaltenen Sinfonien finden sich sieben Ouvertüren, die sich an die vier OrchestersuitenJohann Sebastian Bachs anlehnen.
1729 schrieb Endler zwei Kantaten, für den 8. Sonntag nach Trinitatis „Ihr Lieben, glaubet nicht einen jeglichen Geist“ und für den 3. Weihnachtsfeiertag „Da die Zeit erfüllet war“ (Texte: Johann Conrad Lichtenberg) sowie zwei weltliche Kantaten „Der Nachtwächter“ (1746, verschollen) und „Der Raritätenmann“ (1747, Text: Kilian Wilhelm Alexander Buchner). Des Weiteren existieren eine Partita für Cembalo, fünf Kanons (ohne Instrumentenangabe) und zwei Pièces für Orchester. Alle Werke befinden sich als Handschriften in der Universitäts- und Landesbibliothek Darmstadt.